# Lista de distribuições baseadas no Ubuntu

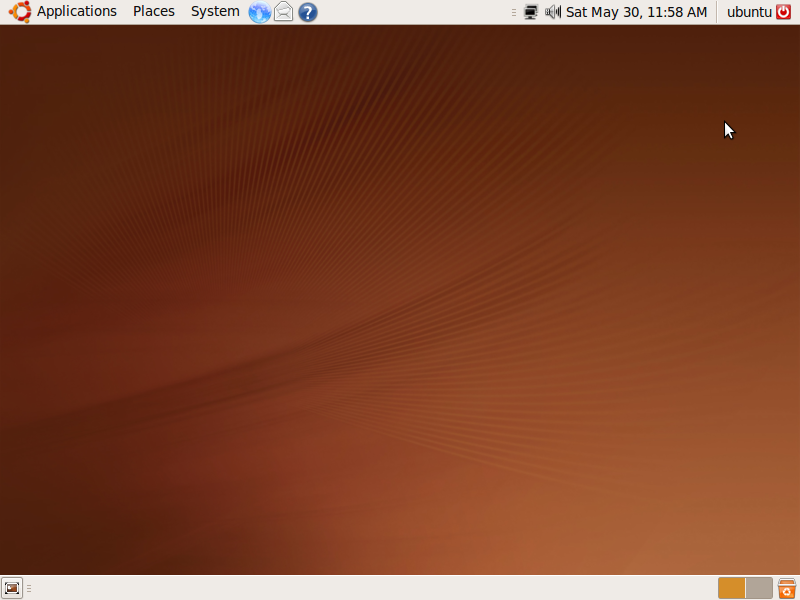
O Ubuntu deu origem a variadas distribuições

A seguinte lista apresenta várias distribuições baseadas no Ubuntu:

## Oficiais
- Edubuntu[1]
- Kubuntu[2]
- Lubuntu[3]
- Ubuntu Budgie
- Ubuntu Cinnamon
- Ubuntu Kylin
- Ubuntu MATE
- Ubuntu Studio
- Ubuntu Unity
- Xubuntu

## Não Oficiais

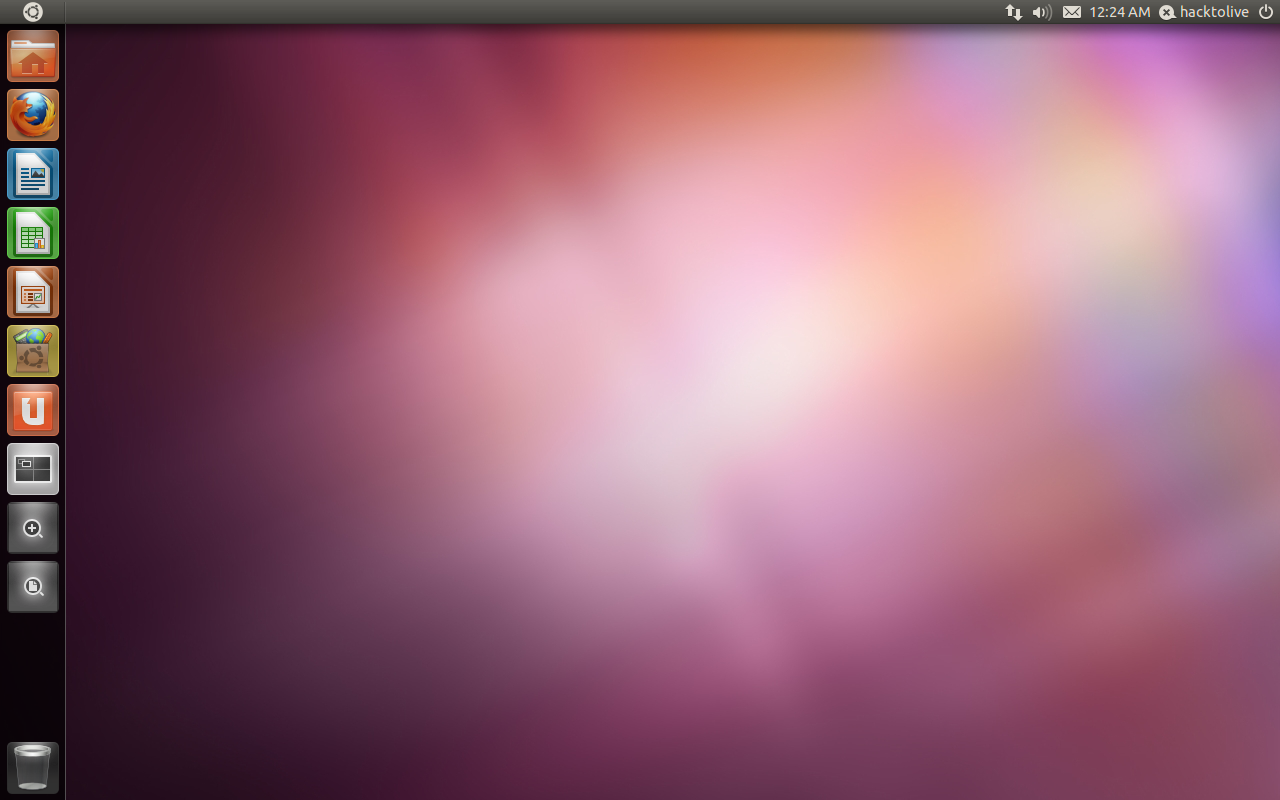
Super OS, uma das várias distribuições não-oficiais

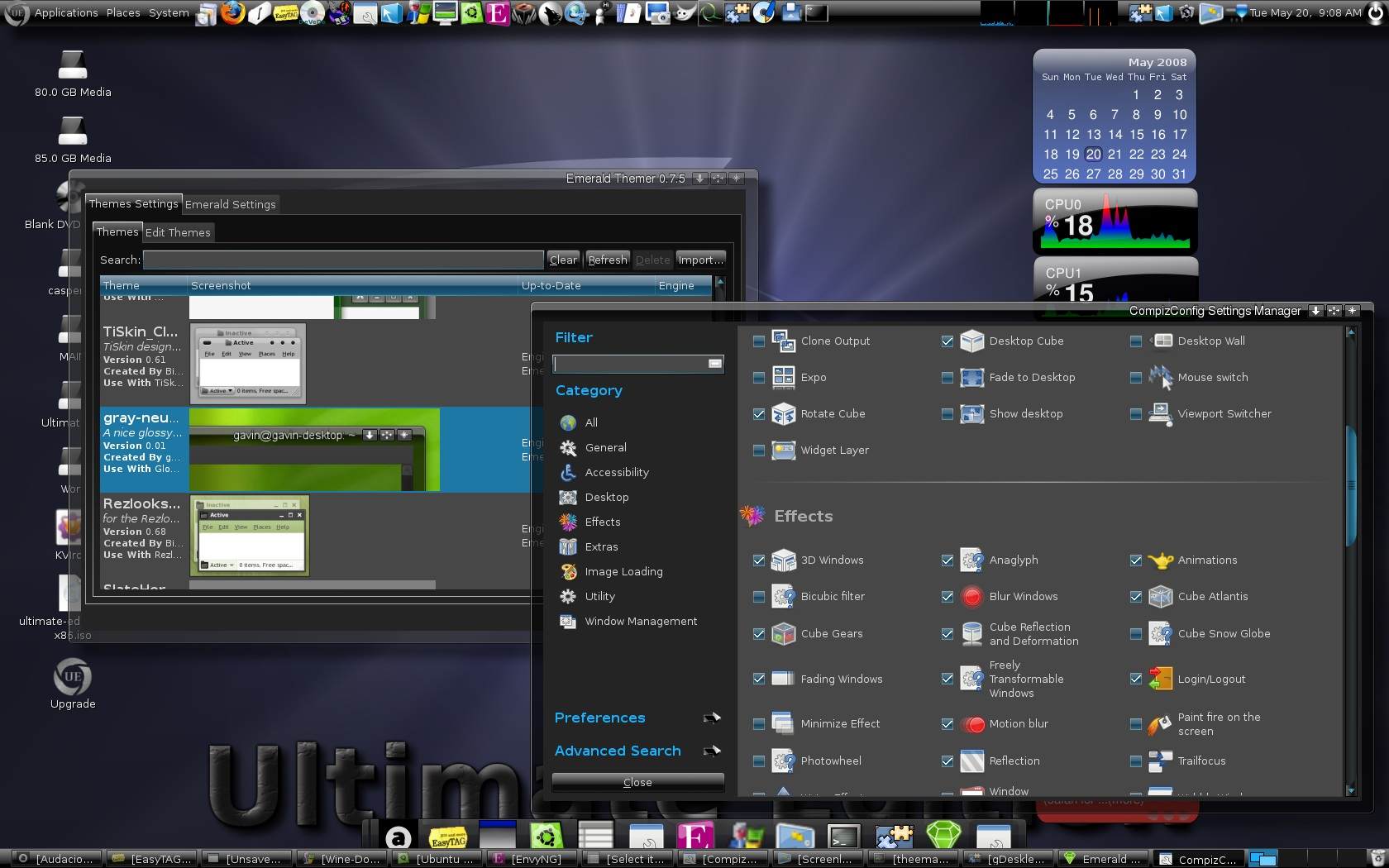
Ultimate Edition,uma versão modificada do Ubuntu com muitos programas,drivers e efeitos

Existem muitas distribuções não oficiais do ubuntu, sendo algumas:
- Alinex
- andLinux
- BackBox
- Elementary OS
- gNewSense
- Kurumin ng
- Nubuntu (distribuição com várias ferramentas de segurança)
- Ubuntu Lite (uma distribuição para computadores antigos)
- Zubuntu (conversão do Ubuntu para os mainframes zSeries da IBM)
- Gnoppix
- Scibuntu
- Fluxbuntu
- Ubuntu Multi Media
- Guadalinex (para região da Andalusia, Espanha)
- Linux Mint
- Ubuntu Christian Edition
- Ichthux (para cristãos)
- Ubuntu Muslim Edition
- Jewbuntu (Ubuntu para judeus)
- Ubuntu Satanic Edition
- MoLinux (desenvolvida palo governo de Castilla la Mancha, Espanha)
- Blackbuntu (para testes de penetração e treinamento de segurança da informação)
- OpenGEU
- PC/OS
- Pioneer Linux
- Poseidon Linux
- Protech
- Runtu (especializada no idioma russo)
- Ubuntu extras remix
- Super Ubuntu
- Shift Linux
- Nexenta - É uma implementação do Ubuntu no OpenSolaris, em vez do Linux
- Tilix Linux (especializada no idioma búlgaro)
- Trisquel GNU/Linux (especializada no idioma galício)
- Ultimate Edition
- ZorinOS
- DuZeru
- EDuZeru (DuZeru Educacional)
- Cyborg Hawk
- Lion Sec
- Linux Deepin